# 羅馬尼亞經濟
最後更新：2025年3月2日 (星期日)  23:12 (UTC±0)

羅馬尼亞人均GDP變遷

罗马尼亚经济在欧盟的中东欧成员国中位列中上等。目前，罗马尼亚经济成长速度非常快，被称为「虎」（Tiger）。罗马尼亚的经济成长率位列欧盟国家中最高。近几年罗马尼亚的经济成长率均超过6%（2008年达到8%）。罗马尼亚是欧盟成员国（欧盟人口第7大国）。首都布加勒斯特是该地区最大的金融中心。外商对罗马尼亚的投资也不断成长，自1989年以来，外商对罗马尼亚的累积投资已经超过500亿美元。一些人预计罗马尼亚GDP总量将在2011年翻兩番。
但是近来受到金融海啸影响，罗马尼亚经济受到非常严重的打击，陷入严重的经济衰退，国际货币基金组织同意上调罗财政预算赤字在国内生产总值（GDP）中的比重。

## 發展歷史
第一次世界大戰後，大規模土地改革和新憲法的通過創造一個民主且穩定的環境促使快速的經濟增長（儘管有經濟大蕭條的影響，1923年至1938年間的工業生產還是增加了一倍）在1937年透過高達720萬噸的石油產量，其經濟成長全歐第二，世界第七。，在第二次世界大戰之前，羅馬尼亞是歐洲第二大的食品生產商。在二戰中羅馬尼亞的石油出口對德國納粹的戰爭補給至關重要。
第二次世界大戰結束後，羅馬尼亞成為東方集團的一員，並實行社會主義式的計劃經濟。在此期間，羅馬尼亞經歷了快速的工業化，企圖創造一個“多邊發展的社會主義社會”。在1970年代外資貸款進一步刺激經濟增長，但是也導致了外債不斷增長。而後其外債主要是在1980年代透過嚴厲的緊縮措施償還，但同時也造成羅馬尼亞人生活必須品的短缺。 1989年，羅馬尼亞革命之前，羅馬尼亞國內生產總值約8000億列伊或536億美元，大約58％來自工業，另有15％來自農業。則最低工資為2000列伊，或135美元

### 自由化改革
羅馬尼亞過去身為東方集團的一員，限制私有經濟的發展，在工業上不允許私人企業存在，商業和服務業均為國家或集體所有制，雖然一些小型單位於1980年開始交由個人經營，但所有權仍屬於國家;農業上個體農民擁有的耕地僅佔全國耕地約9.5%且多分佈山區。但在羅馬尼亞革命之後採取一系列自由化政策實施改革，在1990年2月6日頒布小型工商業和服務業自由經營法，並於同年3月8日生效。該法規定，任何個人，包括國營單位或合作單位的員工、農民及退休者，均可申請經營各種工商業和服務業活動。此外，從1990年6月起，國營商業單位也開始向私人出售，或透過承包或租賃形式由私人經營，在1990年3月20日和1991年4月3日先後頒布了兩項關於外國資本的法律，放寬外資在持股比，投資範圍，投資形式的限制，在農業上，也在1991年2月19日通過了《土地法》，宣佈大部分農用土地實行私有化。並解散農業生產合作社，將屬於合作社的土地分給社員及其他有權獲得者，其餘資產轉給農民自發成立的私營農業公司，或者拍賣後分紅給農民　
羅馬尼業議會1990年7月31日通過了《關於將國營經濟單位改組為國營自治企業和貿易公司法》，將原有的國營企業劃分為兩類，一類是國營自治企業，另一類是貿易公司。貿易公司的資產與股份將逐步私有化，羅馬尼亞議會於1991年7月31日通過的《貿易公司私有化法》規定了具體措施將全國各貿易公司上交的30%的資產，以“所有權證書”的形式，無償地發放給每一個到1990年年滿18歲以上的、居住在羅馬尼亞境內的羅馬尼亞公民。
在2004年的冬天，政府宣佈統一稅率為16％，並在2005年1月實施，好刺激經濟和增加稅收，羅馬尼亞隨後擁有在歐盟最低的財政負擔，直到保加利亞在2007年也統一稅率至10％。
2007年1月羅馬尼亞進入歐盟並促使其國際貿易自由化，其中羅馬尼亞和保加利亞的加入也使歐盟船隻得以通過黑海。

### IMF貸款
2008年的金融風暴迫使羅馬尼亞政府向歐盟求援，在2009年3月底羅馬尼亞簽署了一項協議，將由歐盟、IMF與世界銀行等國際組織提供羅馬尼亞200億歐元的紓困金以紓解羅馬尼亞短期資金不足的壓力並穩定經濟，羅馬尼亞每年將支付3.5％利息以換取貸款，羅馬尼亞承諾會在公共支出和工資樽節。一年後，政府由削減公務員25％的工資，大量的政府職位被裁撤並把增值稅從19％增加至24％。
2011年，羅馬尼亞續向IMF等機構爭取50億歐元的紓困，在2013年10月22日至11月5日會議中，羅馬尼亞向IMF爭取到19.8億歐元的紓困，以支持羅馬尼亞推動財政改革，並預防可能出現的短期流動性不足危機。